# Simorrhina
Simorrhina är ett släkte av skalbaggar. Simorrhina ingår i familjen Cetoniidae.
Kladogram enligt Catalogue of Life:
| Simorrhina | \| \| Simorrhina quadrimaculata \| \| \| \| \| \| Simorrhina staudingeri \| \| \| \| |
|            | \| \| Simorrhina quadrimaculata \| \| \| \| \| \| Simorrhina staudingeri \| \| \| \| |
|            | Simorrhina quadrimaculata                                                            |
|            |                                                                                      |
|            | Simorrhina staudingeri                                                               |
|            |                                                                                      |